# Avena tenera
Avena tenera là một loài thực vật có hoa trong họ Hòa thảo. Loài này được (Kit. in Schultes) Nyman mô tả khoa học đầu tiên năm 1854.